# RealClimate
RealClimate ist ein von elf Klimaforschern betriebenes Weblog in englischer Sprache, das sich auf natur- und geowissenschaftliche Fragen zur globalen Erwärmung spezialisiert hat. Insbesondere werden wissenschaftliche Diskussionen und in den Medien verbreitete Ansichten aus Sicht der Wissenschaftler, die unentgeltlich tätig sind, allgemeinverständlich kommentiert. Die Webseite wird von der Non-Profit-Organisation Environmental Media Services, einer Abteilung der Public Relations Agentur Fenton Communications, gehostet.
Zu den ständigen Autoren gehören unter anderem Stefan Rahmstorf, Michael E. Mann, Gavin Schmidt, Eric Steig, Raymond S. Bradley, Caspar Ammann, Thibault de Garidel, David Archer und Raymond Pierrehumbert. Weitere Beiträge stammen von wechselnden Autoren. 

## Rezeption
Der Scientific American zählte die Website 2005 in seiner Liste der Science & Technology Webawards zu den 25 beliebtesten Webseiten der Redaktion.
Der Politikwissenschaftler Roger Pielke, Jr. meinte im Januar 2005, zwei Monate nach dem Start des Blogs, dass die Blogbetreiber sich damit auf das falsche Terrain begeben hätten, da es bei der Kontroverse um die globale Erwärmung eigentlich um eine politische Auseinandersetzung ginge und nicht um Klimatologie im engeren Sinne.
Auf einer von Nature im Jahr 2006 erstellten Liste der 50 beliebtesten Wissenschafts-Blogs kam RealClimate auf den dritten Platz.
Auch das TIME Magazine zählte RealClimate Anfang 2008 zu den 15 besten Umweltwebseiten im Internet.
Im Zusammenhang mit dem Hackerzwischenfall am Klimaforschungszentrum der University of East Anglia wurde die Vorgehensweise von RealClimate unter anderem von Hans von Storch kritisiert. Er bezeichnete den Blog als „Sprachrohr des Kartells, das das Hockeyschläger-Diagramm vertritt, ein modernes Zentralorgan“. Kritische Beiträge seien dort unerwünscht.
Im Jahr 2011 verlieh die Amerikanische Geophysikalische Vereinigung AGU den im selben Jahr neu geschaffenen und mit 25.000 Dollar dotierten Climate communication price an den Mitgründer von Realclimate.org, Gavin Schmidt.